# محوطه فیروزآباد
محوطه فیروزآباد مربوط به دوره‌های تاریخی تا دوره تیموریان است و در شهرستان بردسکن، بخش مرکزی، جنوب و جنوب غربی روستای فیروزآباد واقع شده و این اثر در تاریخ ۲۷ بهمن ۱۳۸۲ با شمارهٔ ثبت ۱۰۹۱۹ به‌عنوان یکی از آثار ملی ایران به ثبت رسیده است.

## نگارخانه

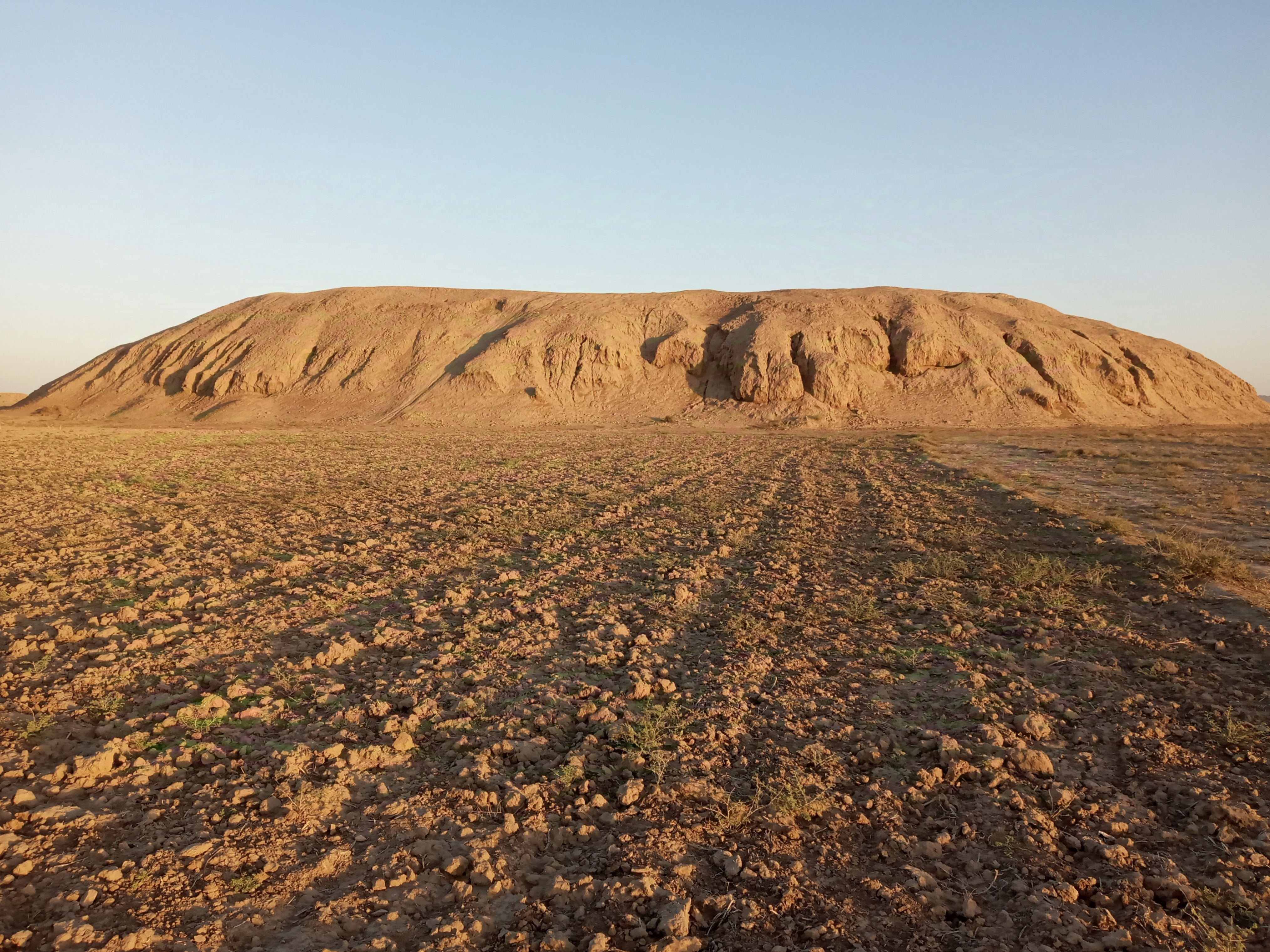
محوطه فیروزآباد
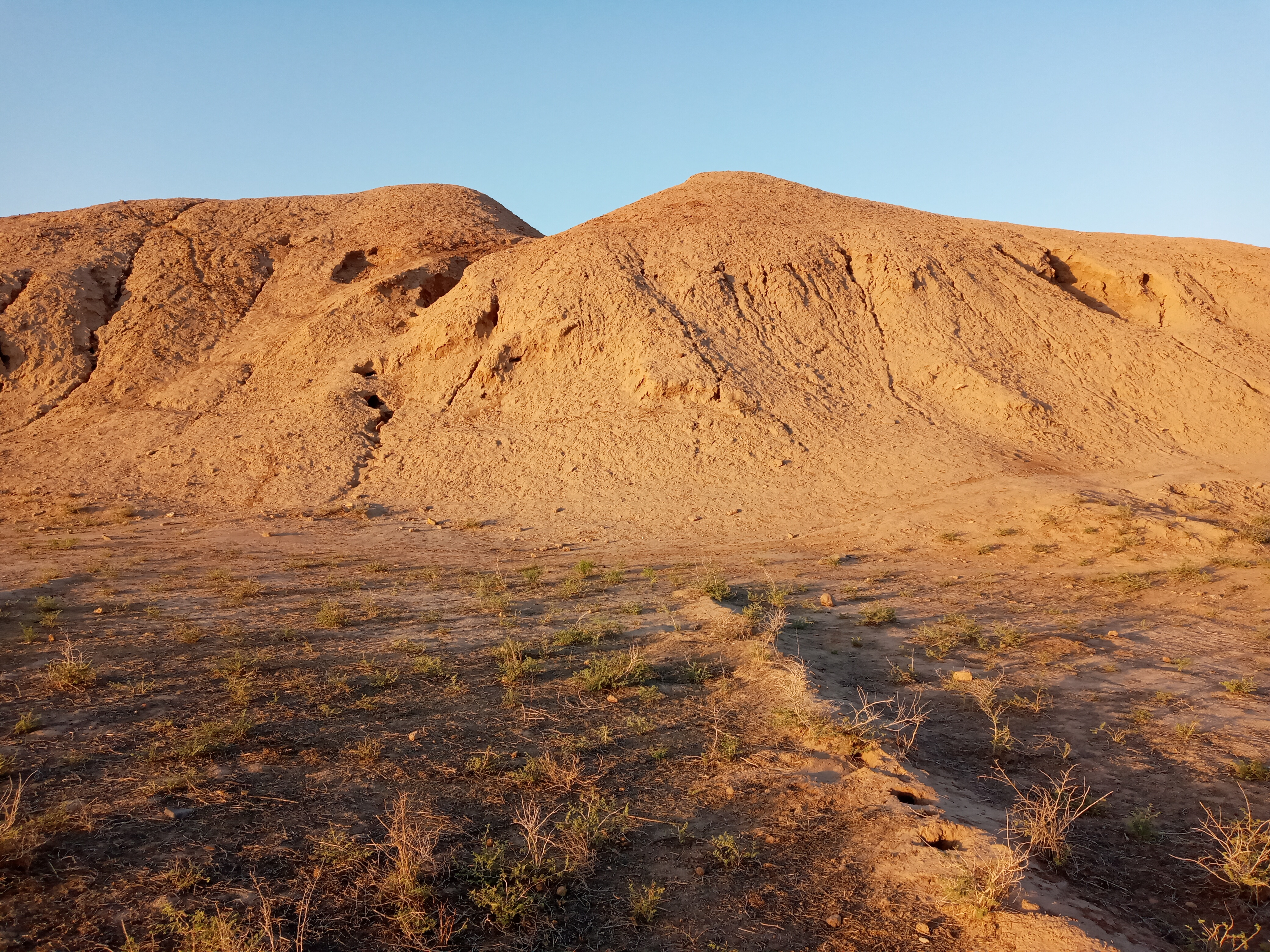
محوطه فیروزآباد
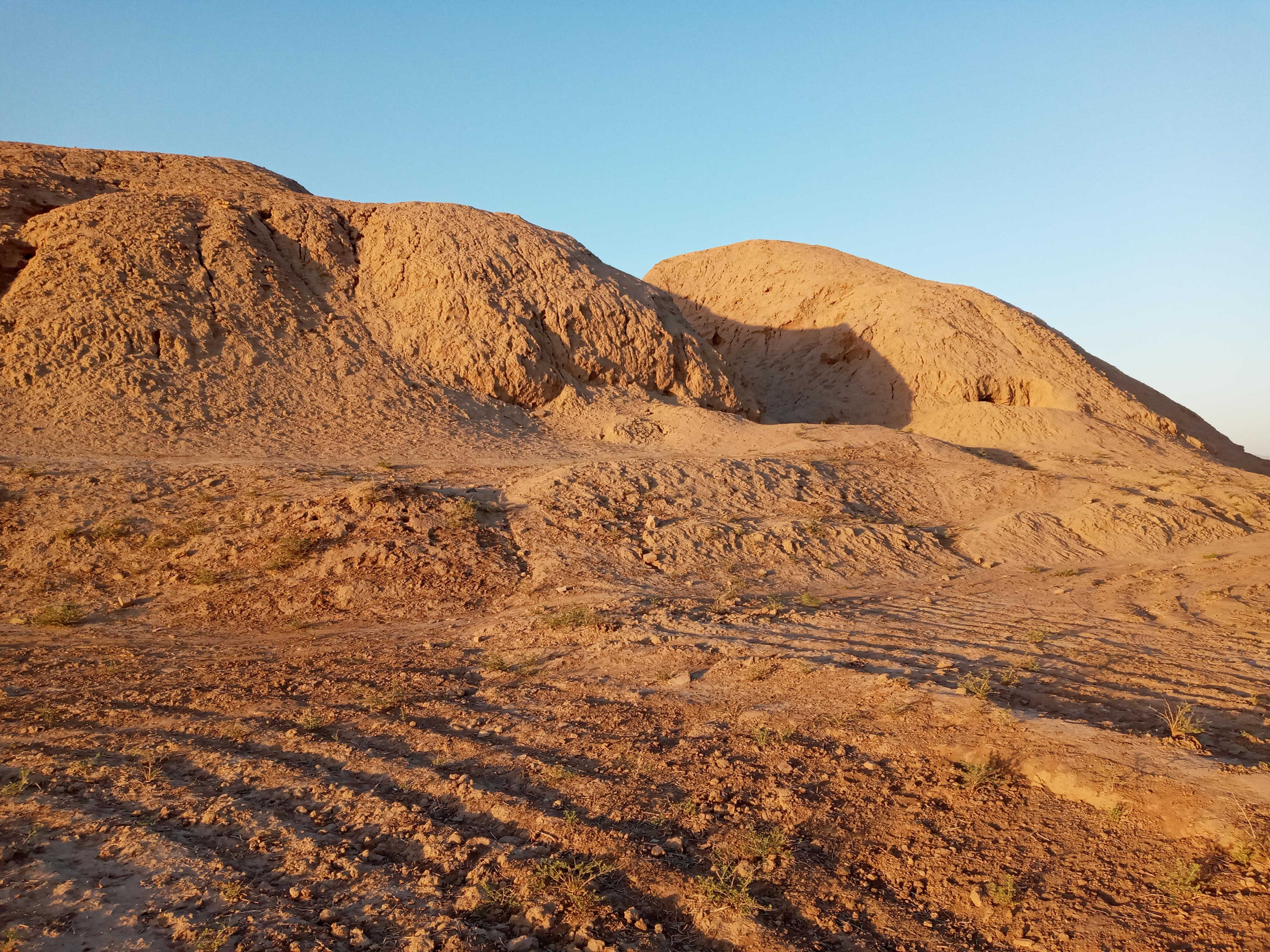
محوطه فیروزآباد
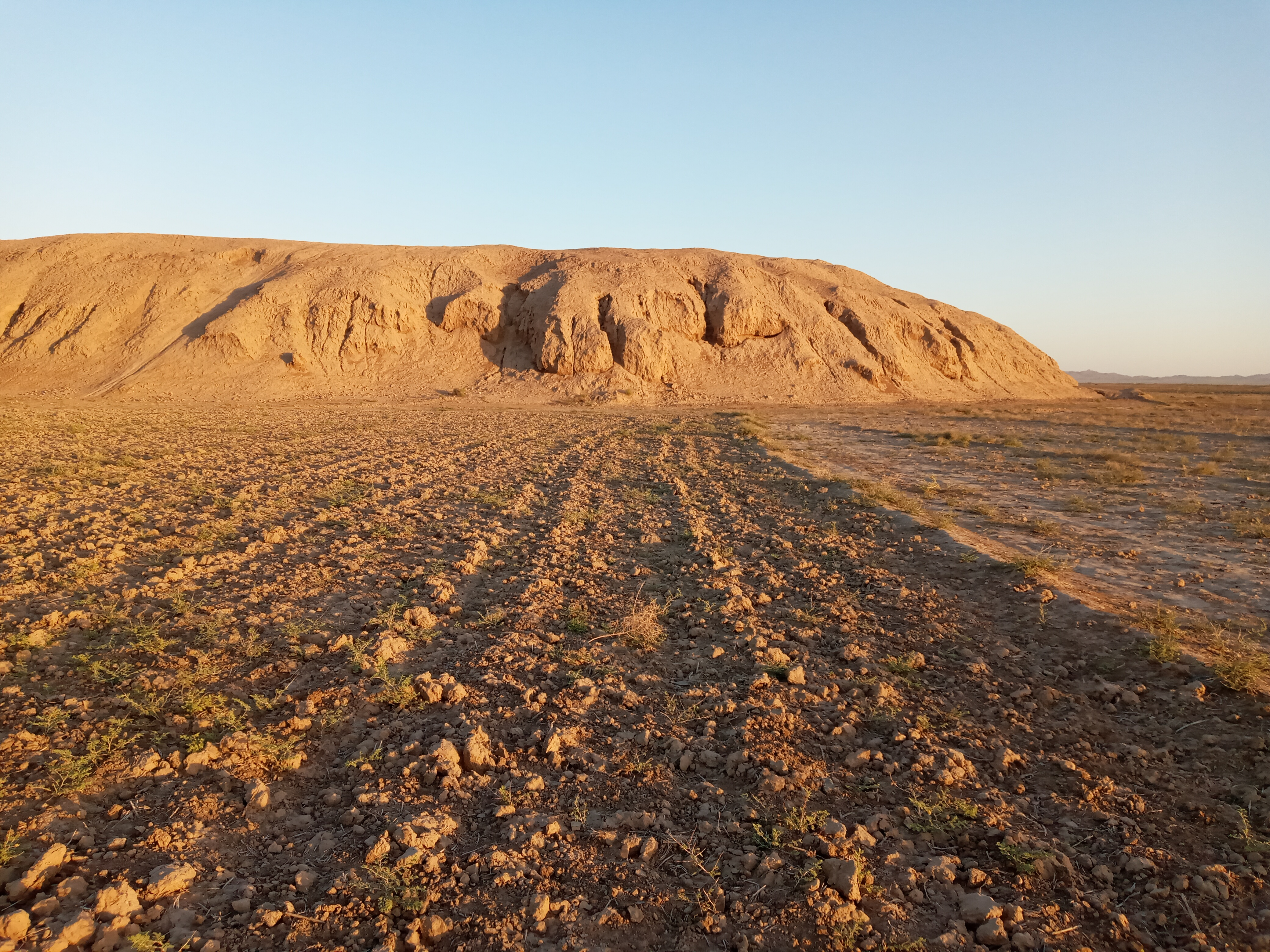
محوطه فیروزآباد
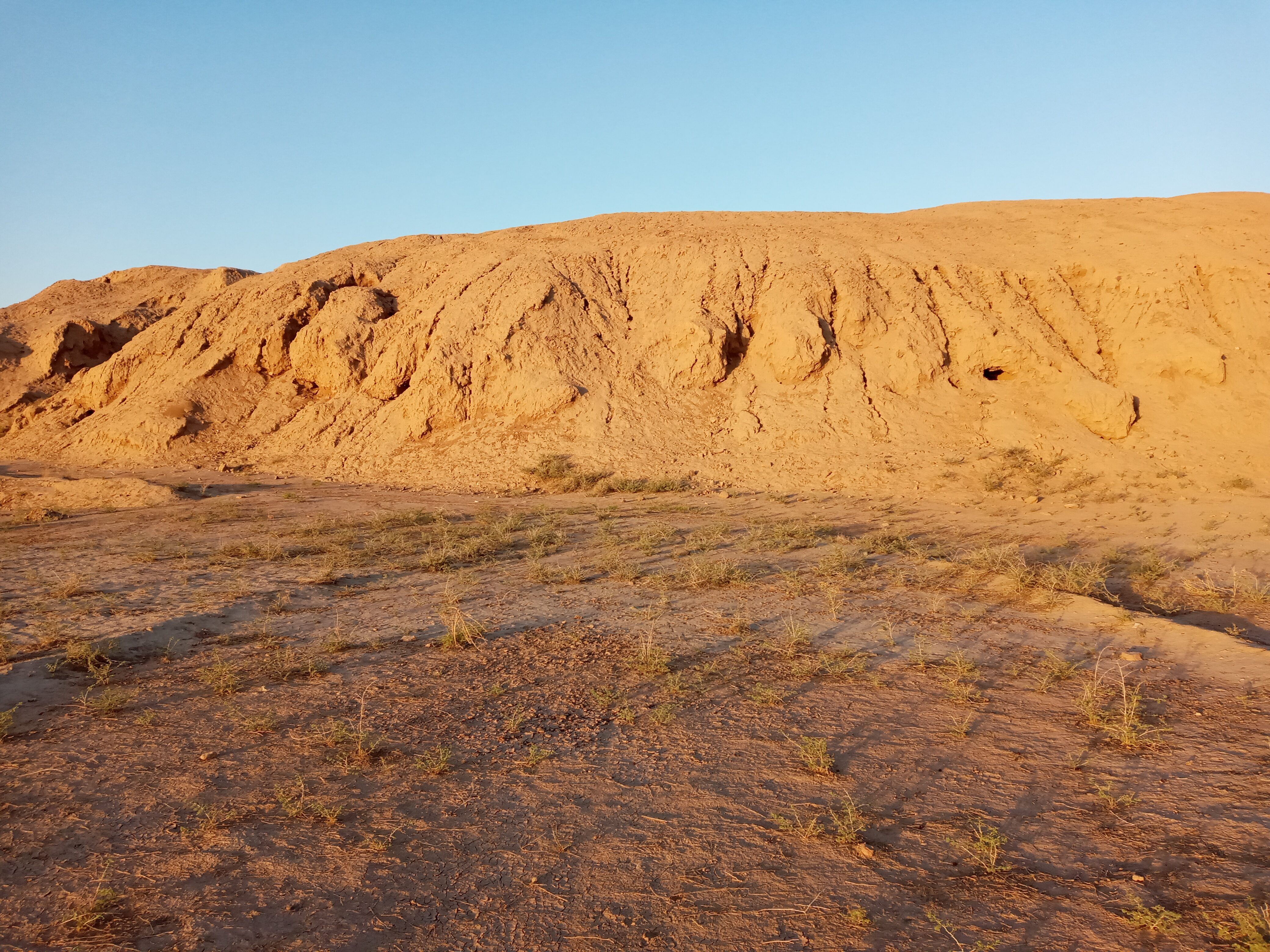
محوطه فیروزآباد
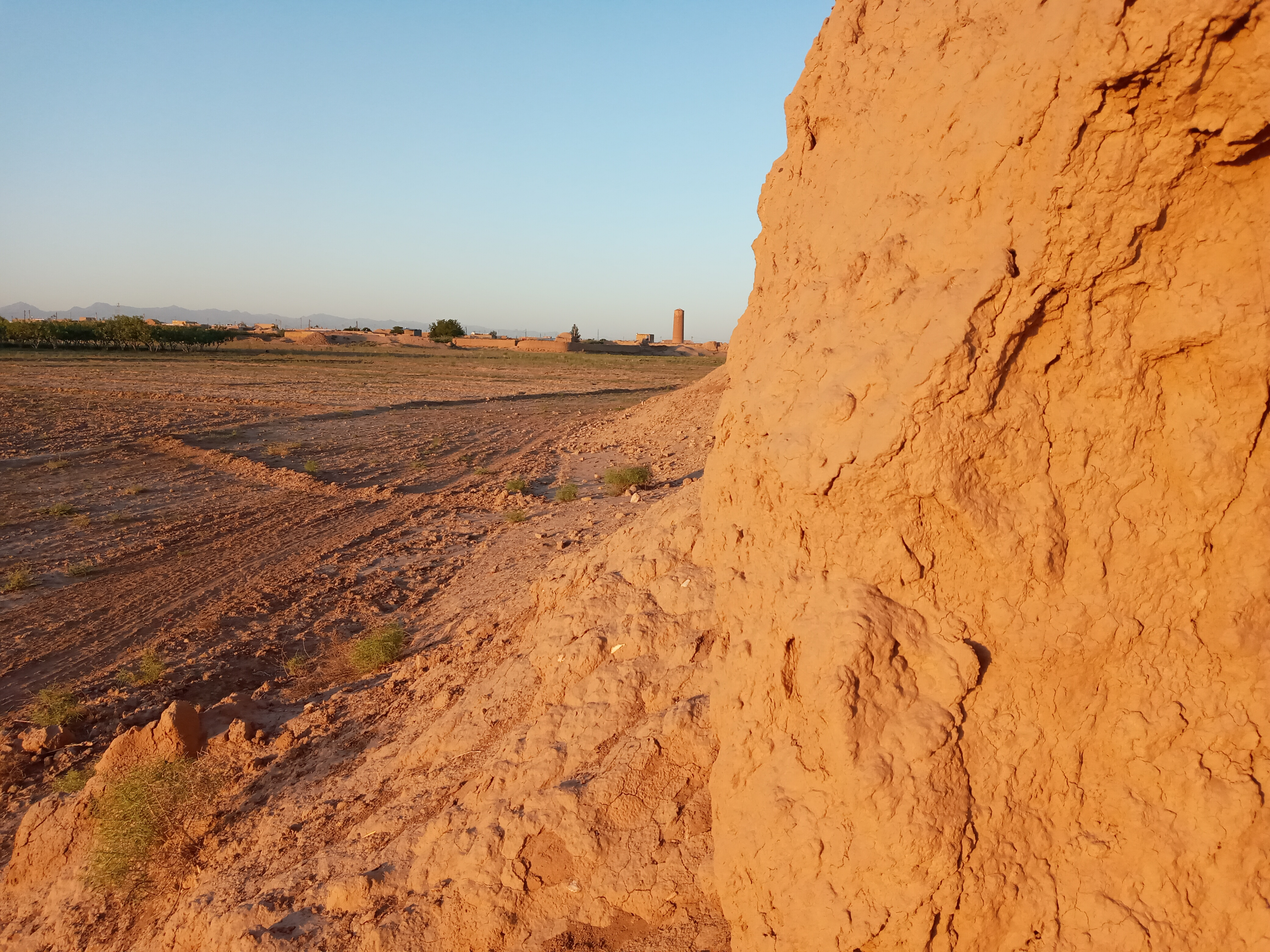
محوطه فیروزآباد
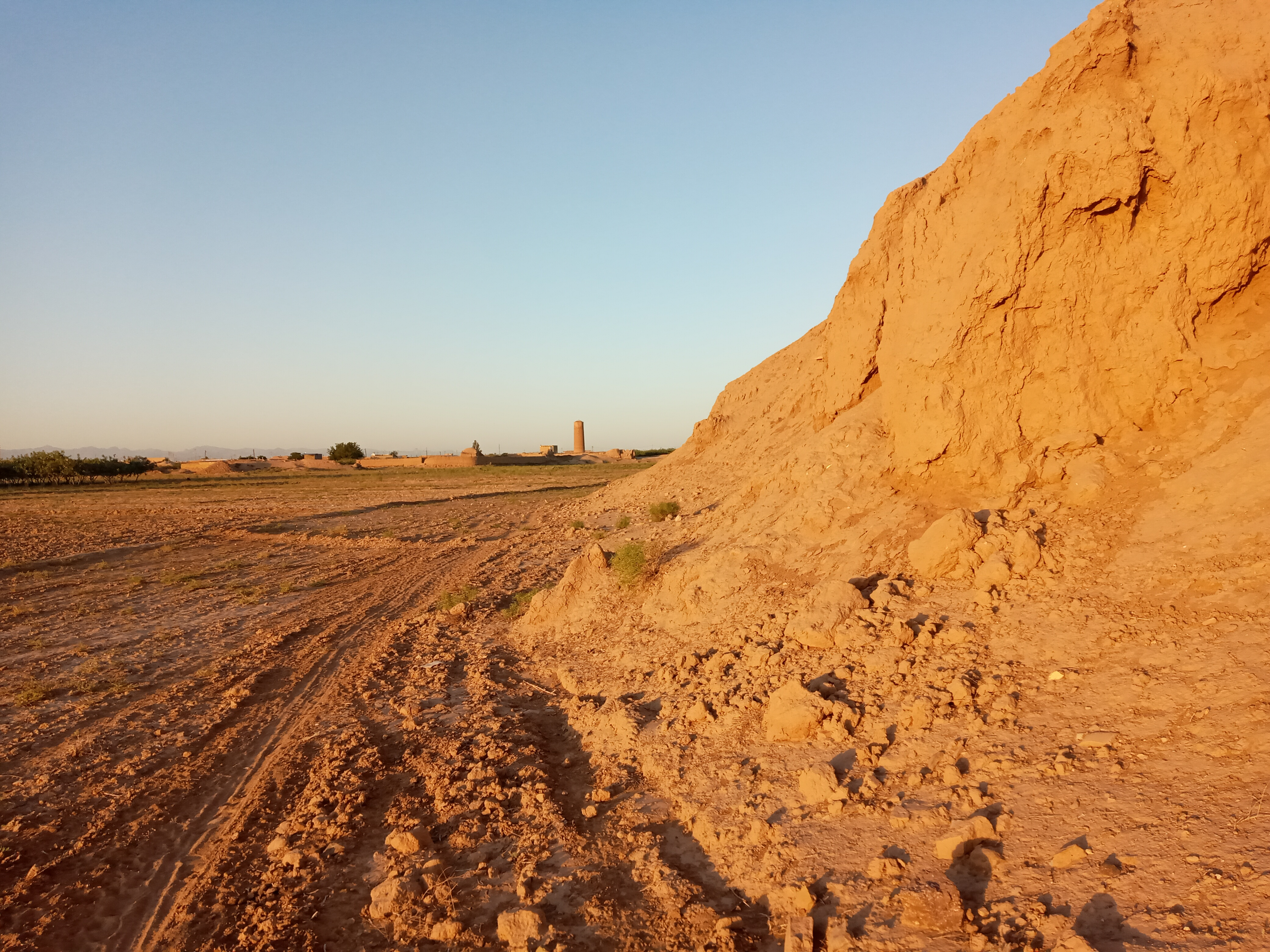
محوطه فیروزآباد
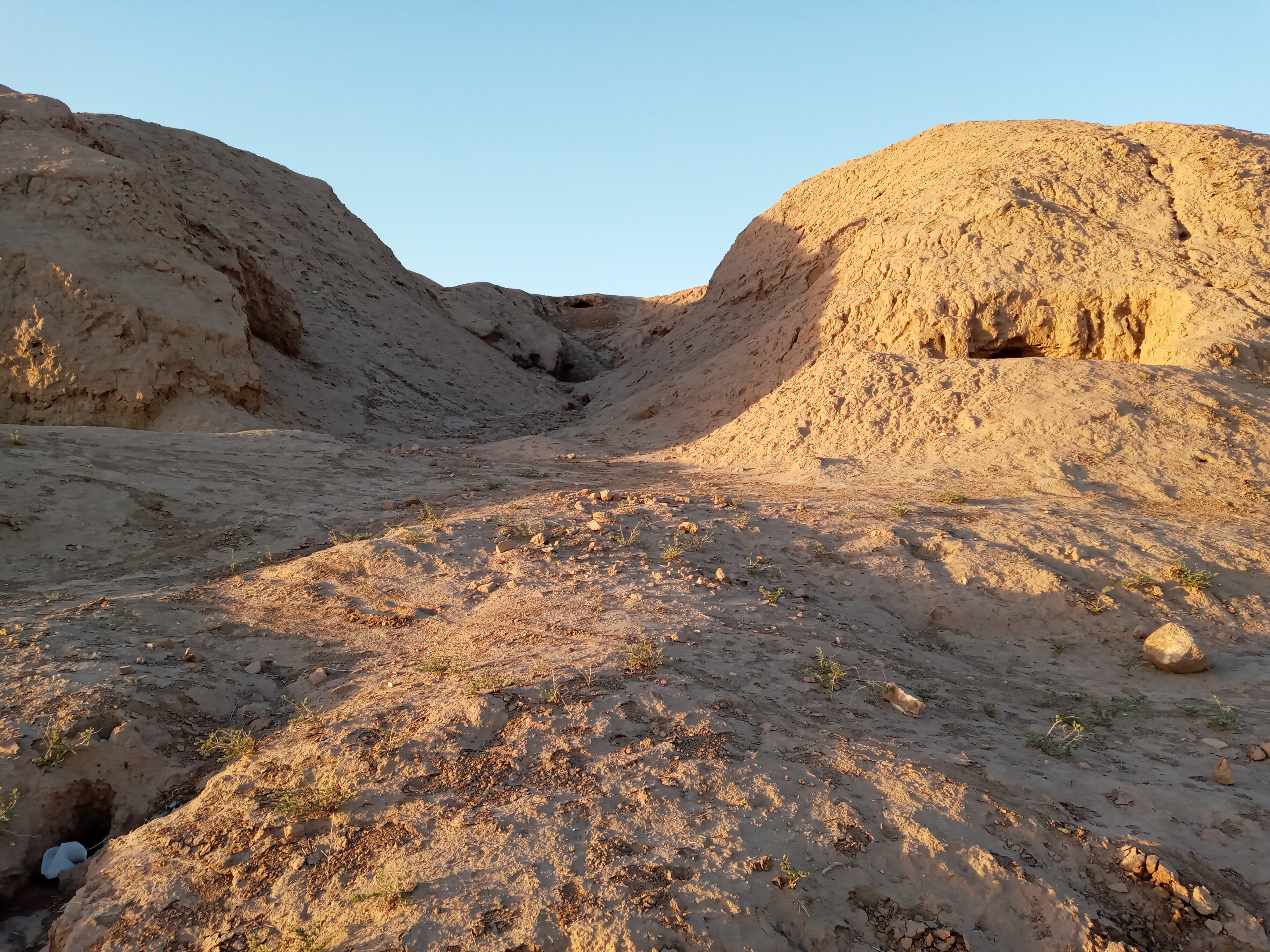
محوطه فیروزآباد